# Znorovszky Attila
Znorovszky Attila (Arad, 1943. május 16. – Budapest, 1989. szeptember 17.) erdélyi magyar közíró, rendező, dramaturg, népművelő.

## Életútja, munkássága
Aradon érettségizett, Kolozsváron a BBTE-n szerzett magyar–román szakos tanári oklevelet. Rövid ideig tanított, majd 1968-ban a sepsiszentgyörgyi Megyei Tükör munkatársa lett. 1969-ben – szintén újságíróként – hazatért Aradra, de alig egy év múlva pártfegyelmivel eltávolították a Vörös Lobogó c. napilaptól. Aradon Szekeres Gáborral magyar nyelvű színjátszó csoportot alapított, amely később Periszkóp néven állandó évadot tartó népszínházzá alakult. Egy zarándok naplójából címmel Kányádi Sándor, Szilágyi Domokos, Sütő András, Cseke Gábor, Király László, Áprily Lajos műveiből irodalmi műsort állított össze, s Kovács Nagy Borbálával és Kozma Ildikóval a főszerepekben számos hazai és magyarországi bemutatón sikerrel vendégszerepelt.
1969-től tíz éven keresztül volt az aradi Tóth Árpád Irodalmi Kör elnöke, majd alelnöke. 1973-ban színpadra alkalmazta Sütő András Anyám könnyű álmot ígér c. művét, a darabot rendezésében az év decemberében mutatta be az aradi Művelődési Ház magyar csoportja; Félszárnyú asszonyok között címmel önállóan is megjelent (Bukarest, 1975). 1982-ben Kenyeres Pállal és Ujj Jánossal közösen szerkesztette a kör Önarckép c. antológiáját. Közel másfél évtizeden át volt a Művelődés riportere: az ország nyugati régiójának eseményeiről tudósított; számos riportban mutatta be a szórványban élő magyarság szellemi életét, az ottani értelmiség legjelesebb képviselőit. A lap megszűnése (1985) után szobafestőként dolgozott, majd 1989 januárjában áttelepült Magyarországra.
Halála után az Aradon–Gyomaendrődön megjelent Körösi Műhely c. lap 1990/1–2. száma folytatásokban közölte A fazakasvarsándi Stradivari c. riportját.